# Раскова Марина Михайлівна
Мари́на Миха́йлівна Раско́ва (15 (28) березня 1912 , Москва  — 4 січня 1943 , Саратовська область ) — російська радянська льотчиця, одна із перших жінок, яку удостоєно звання Герой Радянського Союзу (1938), уповноважена особливого відділу НКВС. Загинула 4 січня 1943 року в авіаційній катастрофі біля Саратова, неподалік від села Михайлівка Саратовського району, у складних метеорологічних умовах під час перельоту на фронт.

## Біографія
Народилася 28 березня 1912 року в Москві в родині педагогів. Закінчила школу-дев'ятирічку в Москві в 1928 році. Навчалася в Московській консерваторії.
З 1928 року працювала практиканткою, потім хімік-лаборант-аналітиком в лабораторії анілінофарбового заводу «Анілтрест». З жовтня 1931 — лаборантка аеронавігаційної лабораторії Військово-повітряної академії імені М. Є. Жуковського, одночасно в 1931—1932 роках навчалася на заочному факультеті Ленінградського авіаційного навчального комбінату за спеціальністю «аеронавігація». У 1933 році — штурман Чорноморської аерографічної експедиції. З січня 1934 працювала у Військово-повітряної академії імені М. Є. Жуковського на посаді інструктора-льотнаба. У 1934 році закінчила Ленінградський інститут інженерів Цивільного повітряного флоту, стала штурманом. У 1935 році закінчила школу льотчиків при Центральному аероклубі в Тушино.
У 1937 році як штурман брала участь у встановленні світового авіаційного рекорду дальності на літаку АІР-12; в 1938 році — у встановленні 2-х світових авіаційних рекордів дальності на гідролітаку МП-1.
24-25 вересня 1938 року на літаку АНТ-37 «Родина» (командир — Валентина Гризодубова, другий пілот — Поліна Осипенко) здійснила безпосадковий переліт Москва — Далекий Схід (Кербі) віддаллю 6450 км (по прямій — 5910 км). При вимушеній посадці в тайзі вистрибнула з парашутом і була знайдена лише через 10 діб. У ході перельоту був встановлений жіночий світовий авіаційний рекорд далечини польоту.
За виконання цього перельоту та за проявлені при цьому мужність і героїзм указом Президії Верховної Ради СРСР від 2 листопада 1938 року Расковій присвоєно звання Героя Радянського Союзу з врученням ордена Леніна, а пізніше також медалі Золота Зірка № 106.
З лютого 1937 року проходить службу в органах НКВС СРСР як штатний консультант, з лютого 1939 року — уповноважений особливого відділу НКВС, пізніше — в 3-му Управлінні Народного комісаріату оборони СРСР. Мала спеціальне звання «старший лейтенант держбезпеки». Член ВКП(б) з 1940 року. Жила в Москві.
З початком німецько-радянської війни приступила до організації жіночих авіаційних полків, в жовтні 1941 року домоглася видання відповідної постанови Державного Комітету оборони СРСР. З 1942 року командир 587-го жіночого бомбардувального авіаційного полку на літаках Пе-2. Відправила дві ескадрильї на фронт під Сталінград.
Загинула в авіакатастрофі 4 січня 1943 при перельоті в складних метеоумовах на фронт на чолі третьої ескадрильї полку. Її прах замуровано в кремлівській стіні.

## Нагороди
- Медаль «Золота Зірка» (№ 106; 11 лютого 1938)
- 2 ордена Леніна (обидва 1938)
- Заслужений працівник НКВС (1940)
- Орден Вітчизняної війни 1-го ступеня (30 вересня 1944, посмертно)
- Медалі

## Увічнення пам'яті
В радянські часи на честь Марини Раскової в різних населених пунктах колишнього Радянського Союзу були названі вулиці.
У Києві іменем Марини Раскової була названа Новопрозорівська вулиця, (у 1938—1944 роках), яка пізніше зникла через зміну планування, а також теперішня вулиця Євгена Сверстюка (у 1955—2015 роках).
2015 року після прийняття Закону України «Про засудження комуністичного та націонал-соціалістичного (нацистського) тоталітарних режимів в Україні та заборону пропаганди їхньої символіки» прізвище Раскової Українським інститутом національної пам'яті було внесене до списку осіб, чия діяльність підпадає під дію законів про декомунізацію.